# Springfield (Dakota del Sud)
Springfield è un comune (city) degli Stati Uniti d'America della contea di Bon Homme nello Stato del Dakota del Sud. La popolazione era di 1 989 abitanti al censimento del 2010.
Il nome deriva probabilmente dalla ricca presenza di fonti d'acqua nella zona (in inglese: springs).

## Geografia fisica
Springfield è situata a 42°51′17″N 97°53′41″W (42.854763, -97.894814).
Secondo lo United States Census Bureau, la città ha una superficie totale di 2,62 km², dei quali 2,62 km² di territorio e 0 km² di acque interne (0% del totale).
A Springfield è stato assegnato lo ZIP code 57062 e lo FIPS place code 60660.

## Società

### Evoluzione demografica
Secondo il censimento del 2010, c'erano 1 989 abitanti.

### Etnie e minoranze straniere
Secondo il censimento del 2010, la composizione etnica della città era formata dal 70,74% di bianchi, il 2,87% di afroamericani, il 23,28% di nativi americani, lo 0,1% di asiatici, lo 0% di oceanici, lo 0,6% di altre razze, e il 2,41% di due o più etnie. Ispanici o latinos di qualunque razza erano il 3,72% della popolazione.